# NGC 625
NGC 625 est une galaxie spirale barrée de type magellanique située dans la constellation du Phénix. NGC 625 a été découverte par l'astronome écossais James Dunlop en 1826.

## Caractéristiques
Selon la base de données Simbad, NGC 3621 est une galaxie à noyau actif.

### Distance
Sa vitesse par rapport au fond diffus cosmologique est de 202 ± 14 km/s, ce qui correspond à une distance de Hubble de 2,98 ± 0,29 Mpc (∼9,72 millions d'al).
À ce jour, huit mesures non basées sur le décalage vers le rouge (redshift) donnent une distance de 3,783 ± 0,482 Mpc (∼12,3 millions d'al). Étant donné la faible vitesse radiale de cette galaxie, cette distance est plus près de la réalité que la distance de Hubble, car pour les galaxies à proximité de la Voie lactée, la loi de Hubble-Lemaître n'est pas valable.

### Luminosité dans l'infrarouge
La classe de luminosité de NGC 625 est V et elle présente une large raie HI. Elle renferme également des régions d'hydrogène ionisé. De plus, c'est une galaxie du champ, c'est-à-dire qu'elle n'appartient pas à un amas ou un groupe et qu'elle est donc gravitationnellement isolée. La luminosité de la galaxie de NGC 625 dans l'infrarouge lointain (de 40 à 400 µm) est égale à 2,51 × 108 {\displaystyle L_{\odot }} (108,40{\displaystyle L_{\odot }}) et sa luminosité totale dans l'infrarouge (de 8 à 1 000 µm) est de 3,72 × 108 {\displaystyle L_{\odot }} (108,57{\displaystyle L_{\odot }}).

## Groupe de galaxies
NGC 625 est un membre du filament du Sculpteur.

## Morphologie

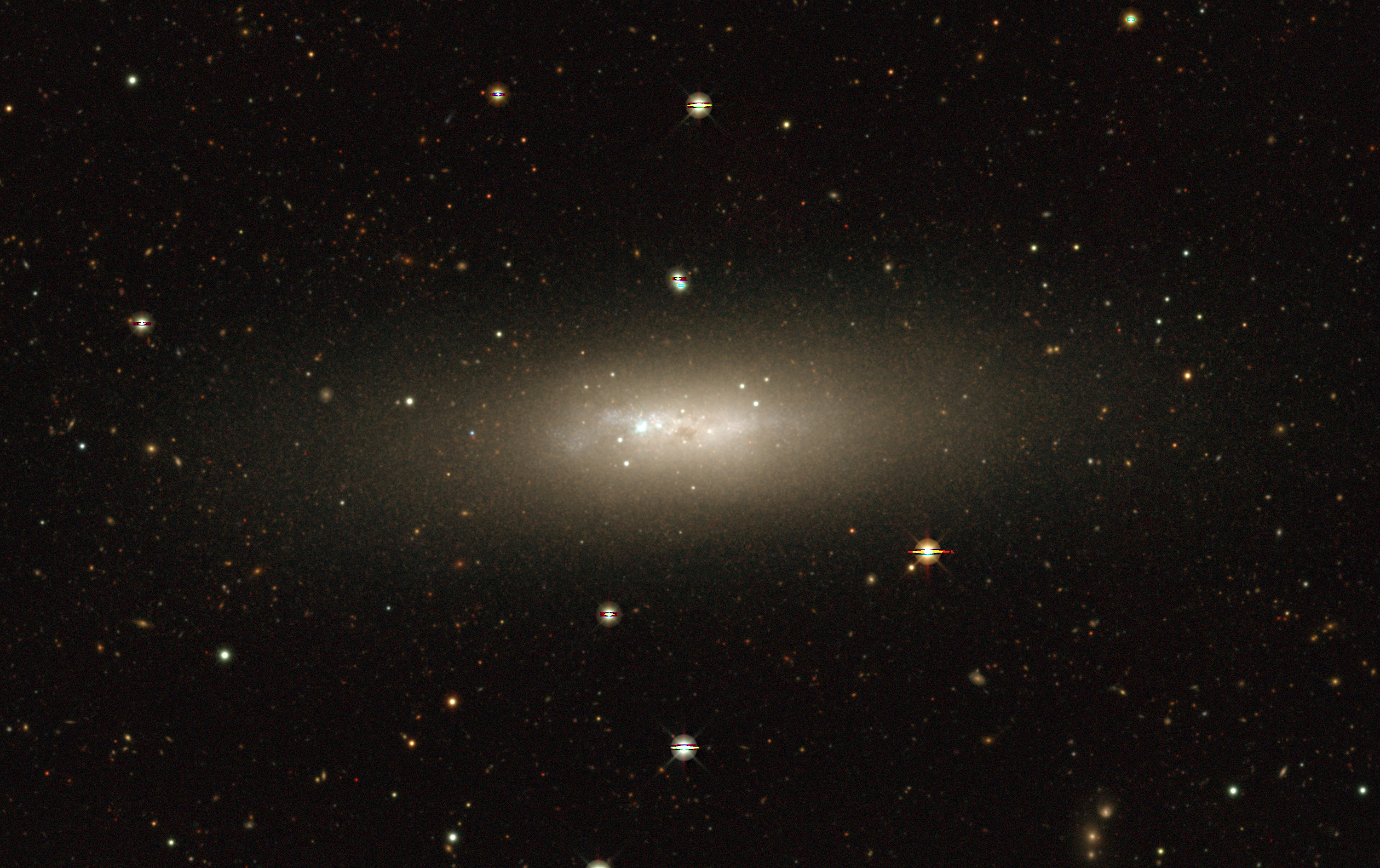
NGC 625 par le projet « Legacy Surveys DR10 ».

NGC 625 a été utilisée par Gérard de Vaucouleurs comme une galaxie de type morphologique IB:(s)m sp dans son atlas des galaxies,.
Eskridge, Frogel et Pogge ont publié un article en 2002 décrivant la morphologie de 205 galaxies spirales ou lenticulaires rapprochées. Les observations ont été réalisées dans la bande H de l'infrarouge et dans la bande B (le bleu). Selon Eskridge et ses collègues, NGC 625 est de type Sm dans la bande B et dans la bande H. NGC 625 ne présente pas de concentration centrale. Le disque épais est presque vu par la tranche. Il n'y a pas d'évidences de structure spirale. La galaxie est riche en nœuds de formation d'étoiles et en amas d'étoiles brillantes.

## Populations stellaires
NGC 625 a un gradient de populations stellaires radial très bien défini, mis en évidence par la concentration centrale de jeunes étoiles de la séquence principale et un ratio de la branche des géantes rouges (RGB) par rapport à la branche de géantes asymptotiques (AGB) qui augmente avec la distance galactocentrique. La galaxie présente des similarités avec NGC 6822, une galaxie naine irrégulière du groupe local.

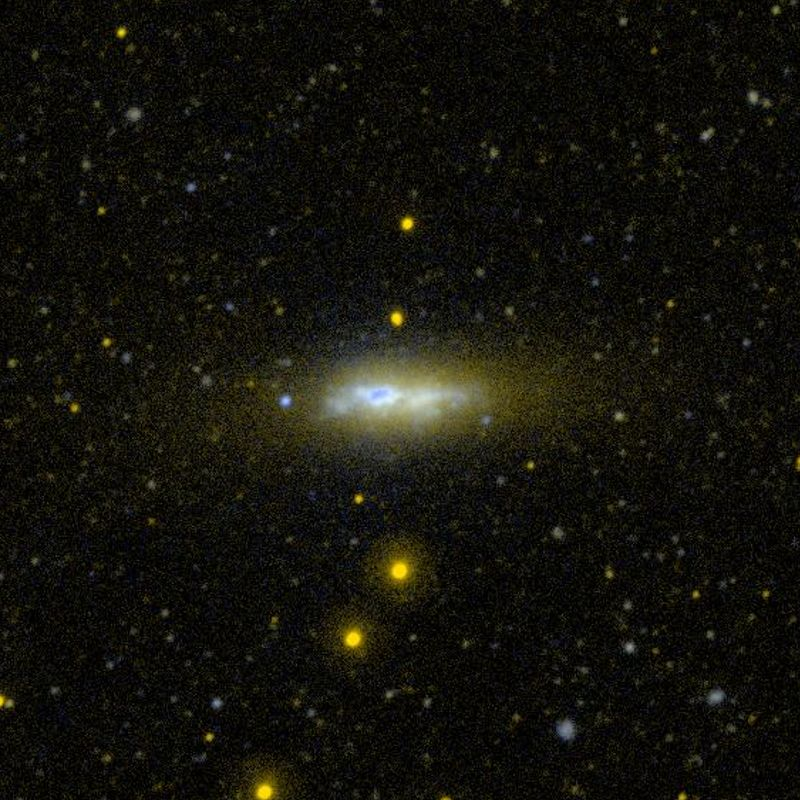
NGC 625 en ultraviolet (GALEX).